# Нефёд, Владимир Иванович
Владимир Иванович Нефёд (1916—1999) — белорусский и советский театровед, писатель, педагог, драматург, доктор искусствоведения, профессор, член-корреспондент АН Белорусской ССР. Заслуженный деятель искусств Белорусской ССР (1975). Лауреат Государственной премии Белорусской ССР (1966). Крупнейший театровед и театральный критик Беларуси, основатель белорусского театроведческой школы.

## Биография
Родился в рабочей семье. В 1931 г. окончил семилетку и поступил в школу горно-промышленного ученичества при шахте имени Пролетарской диктатуры, где приобрел специальность слесаря. В начале 1933 года стал сотрудником редакции городской радиогазеты. В 1933—1934 гг. — студент рабфака при комбинате (институте) пушного звероводства (г. Балашиха Московской области).
В 1940 году, окончив Московский институт философии, литературы и истории, начал литературную деятельность. С 1947 года преподавал в Белорусском театрально-художественном институте в Минске (профессор с 1964).
В 1951 г. окончил аспирантуру при Институте литературы и искусства АН БССР. С 1951 года работал в институтах АН БССР: научный сотрудник (до 1954), заведующий сектором искусства (1954‒1957), театра и кино (1957‒1970), свода памятников истории и культуры Беларуси (с 1970), с 1977 г. — заведующий отделом театра Института искусствоведения, этнографии и фольклора имени К. Крапивы.
В 1972 г. Нефедов стал членом-корреспондентом Академии наук БССР, а в 1975 году ему присуждено звание «Заслуженный деятель искусства БССР».
Похоронен на Восточном кладбище Минска.

## Научная и творческая деятельность
Внёс важный вклад в развитие советского театроведения. Стремился к всестороннему и основательного исследования проблем истории, теории и практики белорусского театрального искусства.
Автор около 500 научных работ, в том числе 13 монографий.

## Избранные сочинения
- Народны артыст БССР Ул. I. Уладамipcki, Miнск, 1954;
- Одноактные пьесы, Минск, 1955;
- Народны артыст СССР П. С. Малчана╒, Miнск, 1958;
- Беларускi тэатр. Нарыс гiсторыi, Miнск, 1959;
- Тэатр у вогненныя гады, Miнск, 1959;
- Становление белорусского советского театра, Минск, 1965;
- Маленькие комедии и драмы, Минск, 1967;
- Беларусь акадэмічны тэатр iмя Янкi Купалы, Miнск, 1970;
- Размышления о драматическом конфликте, Минск, 1970;
- Белорусский театр, в кн.: История советского драматического театра, т. 1‒6, М., 1966‒71.

В. И. Нефедов — автор разделов о белорусском театре в 6-томном российском издании «Советский драматический театр (1966—1971)».
Особое место среди научных работ В. И. Нефёда занимает трёхтомная «История белорусского театра», изданная в 1980-е годы, подобного фундаментального издания не имеет ни одна из стран бывшего СССР, кроме России.

## Награды
- орден «Знак Почёта»
- медали СССР
- Заслуженный деятель искусств Белорусской ССР (1975)
- Государственная премия Белорусской ССР (1966)
- Премия имени Кондрата Крапивы Союза театральных деятелей Беларуси.